# Lucie Radová
Lucie Radová (* 7. února 1985) je česká novinářka a cestovatelka.
Vystudovala Provozně ekonomickou fakultu České zemědělské univerzity v Praze. Poté žila několik let v zahraničí, v Anglii, Spojených státech amerických, Německu a Španělsku. Po návratu v letech 2005 a 2006 pracovala v televizi pro domácí redakci zpravodajství TV Prima. V roce 2012 založila na webových stránkách cestovatelský blog Luckycesta.cz na němž zveřejnila články, které popisovaly její cestu kolem světa, při které navštívila Chile, Argentinu, Velikonoční ostrov, Japonsko, Vietnam, Kambodžu, Bali a Madagaskar. Tato cesta kolem světa ji trvala 4 měsíce. Po její cestě kolem světa následovalo psaní a natáčení pro cestovatelské magazíny, moderování Travel Journalu a také spolupráce s redakcí Objektivu České televize, pro který natočila během dvou let reportáže v Kostarice, Panamě, Špicberkách, Maroku či na ostrově Réunionu. V roce 2017 uspořádala několikaměsíční expedici napříč Jižní Amerikou nazvanou 5 holek v tuktuku, která projela Kolumbii, Ekvádor, Peru a Bolívii.